# 鶴竜力三郎
鶴竜 力三郎（かくりゅう りきさぶろう、1985年〈昭和60年〉8月10日 - ）は、モンゴル国スフバートル市出身で陸奥部屋（入門時は井筒部屋）に所属した元大相撲力士、第71代横綱（2014年5月場所 - 2021年3月場所）。本名はマンガラジャラブ・アナンダ、モンゴル国籍時代の本名（カタカナ表記）も同じ。愛称はアナンダ。身長186cm、体重154kg、血液型はA型、趣味はスポーツ観戦。得意手は右四つ、下手投げ。実際に生まれ育ったのはウランバートル市内だが、取組前の呼び出しでは父親の出身地であるスフバートル市を自身の出身地としている。好物は焼肉（特にハチノス）、キムチ、納豆。
四股名の「鶴」は部屋ゆかりの四股名である「鶴ヶ嶺」から、「力三郎」は尊敬する井筒部屋の大先輩・寺尾が新十両場所だけ名乗っていたゆかりの四股名「源氏山」の下の名前に由来する。締め込みの色は引退時で紺色。 現在は年寄・音羽山。

## 来歴

### モンゴル時代
大学教授一家の裕福な家庭に生まれ、幼少時にはテニス・バスケットボールなど、当時の庶民の子弟には高嶺の花と言えるスポーツに親しむことができ、レスリングにも励んだ。親の影響で勉学にも励む優等生であった。裕福な家庭環境から自宅でNHKの相撲中継を視聴することができたため、当時興っていたモンゴル国内における「相撲ブーム」に接して、同郷の旭鷲山などの活躍に憧れて力士を志した。花籠部屋の選考会に参加したが、一旦は不合格となった。しかし諦めきれず、雑誌「グラフNHK」の広告で相撲愛好会（日本相撲振興会）の存在を知り、父が勤務する大学で日本語を教えていた同僚に頼んで自身の決意文を和訳してもらい、それを同振興会の会長・時田一弘宛に入門希望の手紙として送った。これを受領した時田会長は、同志の鈴木賢一と相談の上、15代井筒（関脇・逆鉾）に諮って井筒部屋に入門させ、2001年9月に来日、同年11月場所に初土俵を踏むに至った。

### 大相撲入門以後

#### 2009年まで

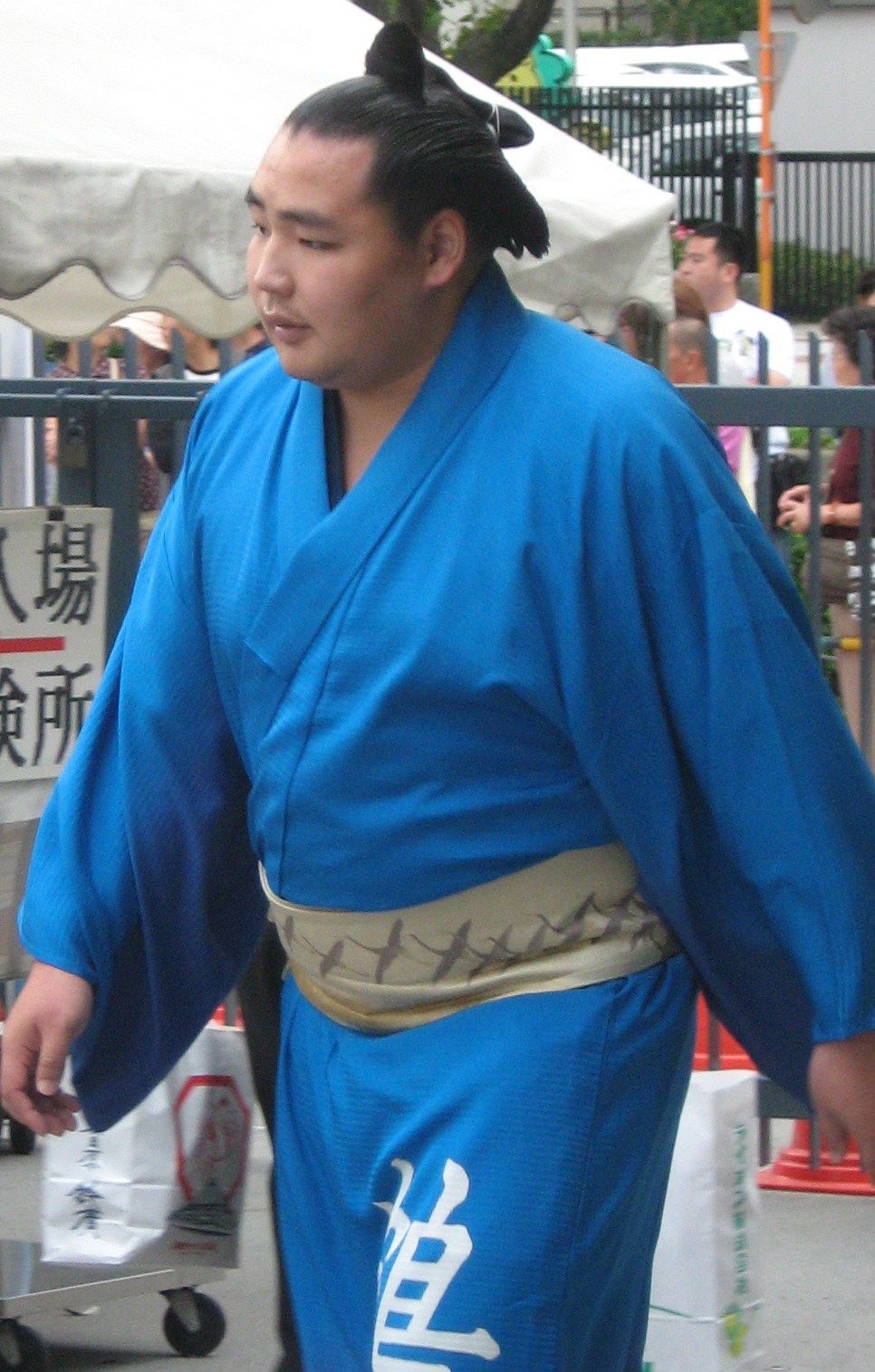
2008年

井筒部屋に入門した2001年9月の時点では65kgしかなく、15代井筒は最初「床山にでもするか」と思ったという。だが3カ月で82キロまで増やし、新弟子検査に合格した鶴竜の笑顔を見て15代井筒は「こいつを育てなきゃ可哀想だ」と感じた。入門当初から物覚えが良く、廻しの切り方は1度で覚え、日本語は来日1年で堪能になったという。また、納豆も平気で食べられるなど日本食にも初めから適応できていた。同期生によると、相撲教習所時代には準備運動のランニングでいつも先頭を走るなど当初より向上心の高さが垣間見られたといい、同期の元幕内・隆の山は引退会見で「毎朝2人で先頭を走り、『寒いから早く走って中で暖まろうぜ』と片言の日本語で話していました」と当時の様子を述懐していた。角界のモンゴル人グループでは当時頂点に立っていた朝青龍の使い走りのような扱いであり、稽古場で朝青龍に徹底的にしごかれても、ジッと耐え続けて力を蓄えていった。2002年頃には現役末期の寺尾の付け人を務め、多くを学んだ。
こうして着実に番付を上げて行ったが、魚が嫌いでなかなか体重が増えず、三段目の下位で苦労した時期もあった。しかし、魚嫌いを克服してから徐々に体重も増え、三段目の上位でも勝ち越せるようになり、2004年7月場所に7戦全勝で三段目優勝を果たし、翌9月場所は一気に幕下14枚目まで番付を上げた。この場所は1勝6敗と跳ね返されたものの、千秋楽の夜に涙を流していたところに部屋付き行司の9代式守與之吉から「明日も四股を踏むくらいだったら怒られないよ」と耳打ちされ、場所後1週間の稽古休みとなる中で翌日からの與之吉の言葉通り稽古場で大汗をかくほど四股を踏んで精進を図った。そして、同年11月場所から2005年9月場所まで6場所続けて勝ち越し、同場所では幕下東5枚目で5勝2敗という成績ながらも翌11月場所には十両に昇進した。しかし十両では軽量が災いしたか成績が伸びず、1場所で幕下に陥落した。2006年1月場所に東幕下3枚目で5勝2敗と勝ち越し、十両に戻った3月場所は3勝6敗から6連勝して9勝6敗と関取として初の勝ち越しを果たした。その後は勝ち越しを続け、2006年9月場所では西十両筆頭で9勝を挙げて、翌11月場所には新入幕を果たした。
新入幕となった2006年11月場所では東前頭8枚目に番付を上げ、その後も勝ち越して西前頭2枚目まで番付を上げた。新十両以来二桁勝利は長らく無かったが、2008年1月場所では11勝4敗の好成績を挙げ、初の技能賞を獲得した。2008年9月場所から出身地を父の出身地であるスフバートルに変更。西前頭筆頭で迎えた2009年3月場所は7日目まで2勝5敗だったが、中日から8連勝で10勝5敗と二桁勝利を挙げて、3大関を破るなど2度目の技能賞を受賞した。5月場所は新三役（小結）に昇進。3月場所と同様に2勝5敗とかなり苦戦したが、中日から7連勝して最終的に9勝6敗と勝ち越し、2場所連続で3回目の技能賞を受賞した。7月場所は新関脇に昇進したものの、5勝10敗と負け越し、1場所で平幕へ陥落した。9月場所では11勝4敗と好成績を挙げて4度目の技能賞を受賞した。11月場所は西関脇に復帰したものの、7勝8敗と負け越した。

#### 2010年
2010年7月場所では初日から8連勝し、中日には大関・琴欧洲を破るなどの活躍を見せた。結果11勝4敗の好成績で3場所ぶりの勝ち越し、5場所ぶりの二桁勝利を記録し、5度目の技能賞を受賞した。

#### 2011年
2011年5月の技量審査場所は西小結で迎え、優勝した白鵬（第69代横綱）の13勝2敗に次ぐ、自身最高となる12勝3敗の成績を挙げて、6度目の技能賞を受賞した。7月場所では3大関を破る活躍を見せて西関脇（2枚目）の位置で10勝5敗と、三役で2場所連続の二桁勝利を挙げた。次の9月場所は東関脇（2枚目）の地位で、東関脇の琴奨菊と共に初の大関獲りを目指したが、不調で7日目で早くも4敗を喫してしまう。終盤4連勝して勝ち越したが9勝6敗に終わった。

#### 2012年
2012年1月場所10日目、初顔合わせの2007年9月場所から20連敗を喫していた横綱白鵬に寄り切りで初勝利、同場所は10勝5敗で初の殊勲賞を獲得し、三役で2場所連続で二桁勝利を挙げたことから、翌3月場所に大関昇進が掛かった（自身2度目）。
3月場所は、初日から7連勝し、中日で大関・稀勢の里に敗れ初黒星となったが、翌9日目で前場所に引き続き白鵬に快勝して勝ち越し。その後14日目まで鶴竜が13勝1敗で単独トップ、12勝2敗の白鵬と優勝を争っていた。千秋楽本割で勝てば鶴竜の幕内初優勝だったが、平幕（西前頭6枚目）の豪栄道に敗れ2敗に後退。さらに13勝2敗同士の優勝決定戦では、本割で勝っていた横綱・白鵬に上手投げで敗れ優勝を逃したが、殊勲賞と技能賞をダブル受賞。また14日目、琴欧洲戦の白星で直前3場所の勝ち星が大関昇進の目安となる33勝（10勝-10勝-13勝）となったため、翌5月場所の新大関が確定的になった。なお、「6大関」となるのは職業相撲が始まったとされる室町時代以降、大相撲界では史上初の出来事である。2012年3月28日、満場一致で鶴竜の大関昇進が決定。昇進伝達式での口上は「これからも稽古に精進し、お客さまに喜んでもらえるような相撲が取れるよう努力します」であった。なお、昇進を伝える使者として1月場所後の理事選で新理事に当選した16代雷（元前頭筆頭・春日富士）と一門の勝負審判として部屋の先輩にあたる20代錣山（元関脇・寺尾）が井筒部屋に派遣され昇進を伝えた。
新大関となった5月場所は中日まで1敗であったが、8勝7敗に終わった。7月場所は4連敗を喫したものの、14日目に豪栄道の休場により不戦勝で勝ち越しを決め、千秋楽に琴奨菊を下手投げで下し9勝6敗で終えた。9月場所は12日目まで2敗を維持していたが、13日目に白鵬、14日目に日馬富士に連敗して優勝争いから脱落。千秋楽は7連敗中だった稀勢の里に勝利して11勝4敗、大関昇進後初の二桁勝利を挙げた。

#### 2013年
2013年1月場所は終盤に4連敗し8勝7敗に終わった。2月の日本大相撲トーナメントでは決勝で豊ノ島を破り、初優勝を果たした。3月場所は8勝7敗、3場所連続で一桁勝ち星に終わった。5月場所は初日から8連勝で大関昇進後で初の中日勝ち越しを決めたが、9日目に琴奨菊に敗れ初黒星。その後の横綱、大関戦に全敗で10勝5敗。7月場所は10勝5敗と大関昇進後で自身初の連続二桁勝利を挙げた。9月場所は7日目まで6勝1敗としたものの、中日以降は連敗が続き、9勝6敗に終わった。11月場所は2日目から連敗し、その後は11日目まで2敗だったが、終盤4連敗で9勝6敗に終わった。

#### 2014年
1月場所は、初日に同学年の隠岐の海に敗れたが、2日目から白星を重ねて13勝1敗、千秋楽に14戦全勝の白鵬との直接対決に臨んだ。本割では白鵬を寄り倒しで破ったが、優勝決定戦では白鵬に敗れ初優勝はならなかった。それでも北の湖理事長は「決定戦までいったし、優勝に準じる」と、本割で白鵬を破って14勝1敗の優勝同点の成績を評価し、3月場所を綱取り場所とする見解を示唆。目安については「最低でも13勝。（最近は）2桁勝利に届いておらず、高いレベルでの優勝が必要」と話した。鶴竜は当時幕内優勝経験が無く、大関11場所中7場所が9勝以下、特に白鵬をはじめ上位陣との直接対決での成績が芳しくないこともあり角界内部の一部に慎重論も出ていた。
3月場所では、3日目にこれまで2連敗の隠岐の海に押し出しで敗れ1敗となるが、その後は連勝を重ね12日目に横綱の日馬富士を送り出しで破り、14日目に1敗で並んでいた横綱の白鵬を破り単独トップに立つと、千秋楽で琴奨菊を寄り切りで破り、14勝1敗で初優勝を決めた。また、この鶴竜の初優勝は、大相撲個人優勝制度が1909年（明治42年）に制定されてから通算100人目の幕内最高優勝力士となる記念の優勝でもあった。
3月場所千秋楽の後、理事長の北の湖は鶴竜の横綱昇進を横綱審議委員会へ諮問することを決め、同月24日に開かれた同委員会で満場一致で推薦され、同月26日に開かれた夏場所番付編成会議と臨時理事会において正式に第71代横綱への昇進が決定した。外国人力士としては史上6人目、モンゴル人としては史上4人目の横綱となった。時津風一門からの横綱昇進者は実に52年6ヶ月ぶりである。また、2場所連続優勝せずに横綱に昇進したのは大乃国以来27年ぶり、平成に入ってからは初である。横綱伝達式では「謹んでお受けします。これから、より一層稽古に精進し、横綱の名を汚さぬよう、一生懸命努力します」と口上を述べている。

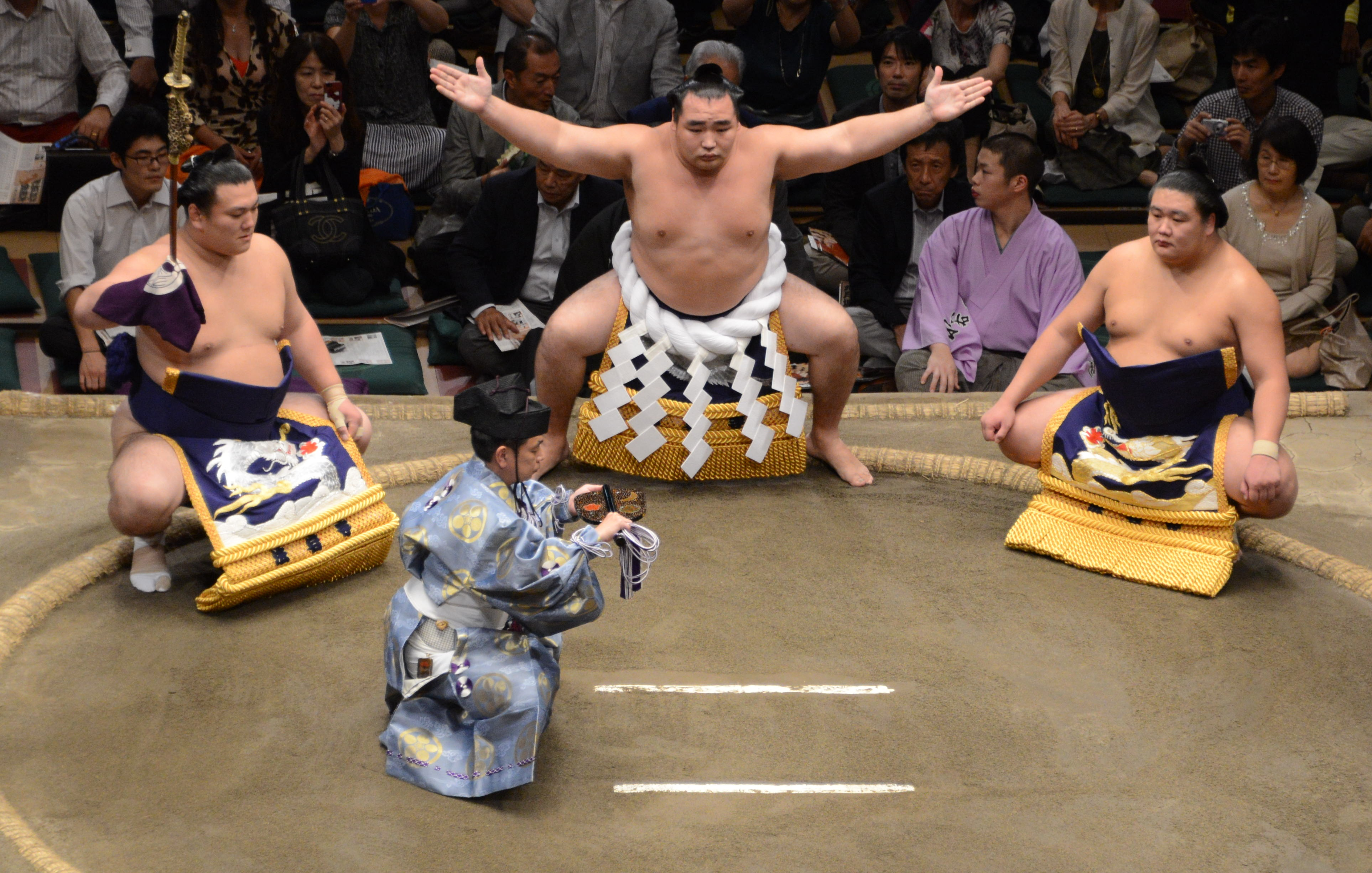
横綱土俵入り（2014年9月場所）

横綱土俵入りは雲龍型を選択、指導は貴乃花（第65代横綱、一代年寄）が行った。本来は同部屋もしくは同一門の師匠が指導するのが通例であるが、時津風一門の横綱は柏戸剛引退から鶴竜の昇進までの45年間に渡って不在で、その全員が物故者であるために貴乃花が代わりに指導役を務めている。なお、この土俵入りの指導者系譜をさかのぼって行くと、鶴竜 - 貴乃花 - 2代若乃花 - 初代若乃花 - 12代立田川（時津風理事長の命による。初代若乃花の二所ノ関一門には若乃花の昇進の20年前に没した玉錦しか横綱がおらず、横綱土俵入りを教えられる者がいなかった）となり、他の一門に伝えられていた土俵入りをルーツである時津風一門に戻すという、歴史的意義を生む伝承となった。
土俵入りは、史上最悪とも呼ばれるほどのせり上がりの下手さで知られる貴乃花から教わったためか、せり上がりは低く構えすぎるなどかなり悪かった。また、四股も弱々しい踏み方で、決して土俵入りが上手いとは言えなかった。
5月場所初日、本場所で初めて雲龍型の横綱土俵入りを披露。なお、本場所での雲龍型土俵入りは、2010年1月場所後に引退した朝青龍（第68代横綱）以来25場所ぶり。さらに「3横綱」は、2001年1月場所（曙・貴乃花・武蔵丸。同場所の千秋楽後曙が現役引退）以来80場所ぶりとなる。この場所は12日目の結びの一番で、行司軍配は豪栄道に上がっていたが、勝ち残りで東の土俵下に座っていた白鵬が、行司の判定に異議があるとして物言いをつけた。協議の結果、豪栄道がはたき込んだ際にまげをつかんだとして、鶴竜が反則勝ちを得た。横綱が反則で勝ったのは史上初で、幕内の取組で土俵下に控えていた力士が物言いをつけたのは18年ぶり。この場所は結局9勝6敗に終わり、鶴竜を好評（後述）する横審の内山斉委員長もこの結果には「横綱として初めての場所で緊張は分かるが、6敗は多すぎる。いただけない」と苦言を呈した。2012年11月場所に日馬富士が新横綱場所で出した9勝6敗に続いての1桁勝利だった。
7月場所は11勝4敗とまずまずの成績を収めたが、5日目の大砂嵐戦では立合い変化による自滅を喫して初土俵から15場所という小錦に次ぐ史上2位の初金星スピード記録（幕下付出を除く）を許してしまった。9月場所は、横綱昇進後初の中日勝ち越しとなり、場所を11勝4敗で終えたが、13日目には新入幕であり初土俵から5場所目の逸ノ城に黒星を喫し、金星を配給した。
11月場所は12勝3敗という好成績を残したが、白鵬に32回目の幕内優勝を許したことから場所後には自身を「これで横綱と言えるのかな」と嘆いていた。
12月31日、23歳のモンゴル人女性と結婚することが関係者の話で判明した。2015年5月に第1子が誕生する予定と明かしている。

#### 2015年
体調を崩し、稽古が万全にできないまま迎えた1月場所は、初日の髙安戦には勝利したものの、2日目の宝富士戦には上手投げで敗れ、宝富士にとっては初となる金星を配給してしまう。6日目には栃煌山に敗れ、序盤に2敗したものの、10日目までは2敗を保ち優勝争いに加わっていた。しかし、終盤は負けが込んでしまい10勝5敗で場所を終えた。
翌3月場所は以前から痛めた左肩の怪我が悪化、全治1か月の診断により、初日の当日朝に突如逸ノ城との取組を不戦敗・休場する事になった。なお、横綱が初日不戦敗となるのは1954年5月場所の吉葉山以来61年振り。なお、2日目には鶴竜-妙義龍の取組予定だったが、急遽割り返しが行われる。また、2011年1月場所から2015年1月場所まで続いた（ただし、本場所開催中止の2011年3月場所は除く）通算（幕内）連続勝ち越し記録も、24場所（歴代12位タイ）でストップとなった。
翌5月場所も左肩痛が回復せず、2場所連続休場となった（横綱の2場所連続休場は、朝青龍（第68代横綱）が3場所連続休場した2008年7・9・11月場所以来7年ぶり）。
5月場所後の5月29日に第1子となる4480グラムの女児が誕生し、"父親"となった鶴竜は「大きくて、とてもかわいい。生まれてきた子のためにも、これからまだまだ頑張らなければいけない。まずは下半身から鍛えていく」と、父親・力士としての抱負を述べた。
休場明けの7月場所は、8日目まで白鵬らと共に8連勝で給金を直したが、9日目・栃煌山戦で初黒星。その後13日目に稀勢の里にも敗れ、千秋楽結びの一番で白鵬に勝てば優勝決定戦に進出出来たが敗北、12勝3敗だった。
9月場所は2日目から日馬富士、3日目から白鵬が相次いで休場し、事実上の一人横綱となった。3日目に嘉風戦、10日目に妙義龍に敗れたものの、終盤戦2敗で照ノ富士らと優勝戦線に加わった。14日目の稀勢の里戦で、立ち合いいきなり変化したが行司待ったで不成立。2度目の立合いで又しても変化し寄り倒して勝利、単独トップに。千秋楽結びの一番、本割りで照ノ富士に敗れ12勝3敗同士の優勝決定戦に進出、決定戦では照ノ富士に勝利し9場所ぶり2回目、横綱としては初めての幕内優勝を果たした。
11月場所で2連覇を狙うも、序盤で2敗を喫する。千秋楽では横綱昇進してからは初めて白鵬を寄り切って勝利したが、新横綱場所だった2014年5月場所以来、9場所振り日馬富士と並ぶ横綱昇進後2回目の9勝6敗に終わった。

#### 2016年
1月場所は、序盤戦で安美錦戦・勢戦に取りこぼして早くも2敗。10日目に大関・琴奨菊に寄り切られ、3敗となって優勝争いから脱落（琴奨菊は同場所で幕内初優勝）。その後も白鵬戦・稀勢の里戦でそれぞれ敗れて、10勝5敗に留まった。
3月場所は初日に関脇の豊ノ島に敗れ黒星スタート。その後は8日目まで白星を重ねるも9日目に豪栄道に敗れてから失速。終わってみれば10勝5敗の成績だった。
5月場所は12日目に琴奨菊に敗れ3敗として優勝の可能性が消滅。それでもそこから優勝の可能性を残していた日馬富士、稀勢の里を破り、千秋楽も白鵬と激戦を繰り広げるなど横綱の意地を見せた。最終的には11勝4敗だった。7月場所は3日目から平幕相手に連敗。その後に場所前の稽古で腰を痛めていたことを明かし、腰椎椎間板症により2週間の加療が必要との診断が下され、更に4日目の高安戦で左足首を痛めていたことも明かし、5日目から休場となった。腰のケガの方は後に全治2ヶ月であり、くの字に骨が変形していたことが判明したが、8月25日の夏巡業平塚場所で復帰した。腰痛の影響で出場が危ぶまれていた9月場所は、初日から2連敗と出遅れ、結局は10勝5敗。
11月場所は14勝1敗で、自身3度目にして7場所ぶりの幕内最高優勝を果たした。7月場所から腰痛に悩まされていたが、それを乗り越えての優勝であった。優勝インタビューでは「うれしい。（勝てば優勝の1番に）自分の相撲に集中した。（今年は）なかなか優勝に絡めず、苦しい時期を過ごしたけど、最後にいい形で良かった」と、喜びに浸った。2014年の11月場所で優勝を逃したことに言及しながら、「思い出していた。ここで成長が試されると思った。気合を入れてやって良かった」ともコメントした。2016年の大相撲では幕内最高優勝力士が5人現れ、しかも全員が大関以上という記録ができたが、これは1969年以来史上2回目となる。また、全員が30歳以上なのは優勝者数が4人以下の年も含めて史上初。

#### 2017年
2017年1月場所は、2日目に行司差し違えで松鳳山に勝利するなど初日から3連勝したが、4日目からは、御嶽海と荒鷲に金星を許すなどして3連敗。荒鷲の初土俵から85場所目での初金星獲得は、昭和以降で7番目の遅さで、外国出身力士では最も遅い記録となった。さらに9日目に勢にも不覚をとり、この場所3個目の金星を与えてしまう。10日目の玉鷲戦も敗戦。横綱の10日目終了時点での5敗（不戦敗除く）は、1980年7月場所の三重ノ海以来約37年ぶりの不名誉記録となった。結局、11日目から怪我などで休場した。頸椎斜角筋損傷、左肩鎖関節脱臼で約1カ月のリハビリ加療を擁する見込みと診断されており、周囲が想像していた以上の怪我であることが判明した。
3月場所は6日目に過去11戦全勝であった松鳳山に金星を配給するなど調子が上がらず、11日目に勝ち越しを決めたもののそこから2連敗し、残りを連勝して10勝5敗と何とか2ケタ白星に漕ぎ着けた。4月2日に伊勢神宮奉納大相撲で行われた幕内トーナメントでは選士宣言を行い、大会は準優勝と好調をアピールした。
しかし5月場所は不振で、初日は小結・御嶽海、2日目は平幕・千代の国に連敗でのスタートとなった。また、千代の国に敗れた事で、横綱在位19場所で15個目の金星配給となった。3日目の遠藤戦でようやく白星をあげるも、4日目の小結・嘉風戦では相手に中に入られて一方的に土俵外に後退し3敗目。結局、相撲協会に「左足関節離断性骨軟骨炎で今後約1カ月のリハビリテーション加療を要する見込み」との診断書を提出し休場。5日目に対戦予定の隠岐の海は不戦敗となった。師匠の15代井筒は「最初に痛みを訴えたのは初場所の時。今場所前の稽古でも前には出られるが、下がると全く戻せない状態だった。休場については連敗した時点から話をしていた」と状況を説明した。都内の病院で診察を受け、左足首に遊離軟骨が確認されたという。師匠は今後は手術はせず、投薬治療で完治を目指すとして「休場は申し訳ない。ただ、これまでわからなかった理由がはっきりしたのは良かったです」と横綱の思いを代弁した。6月11日には、5月22日に第2子が誕生したこと、自身も四股やすり足を再開していることを明かした。
7月場所は初日・2日目と連勝。しかし、3日目に平幕・北勝富士に敗戦（北勝富士は横綱初挑戦で初金星）。本人は「もったいない負け方」と惜しみ、さらに負けた際「残す時に変な残し方をした」と右足首を痛めたことを明かした上で、「冷やせば大丈夫だと思う」と話していたが状態が良くならず、さらに検査で本人の考えより遥かに重症だと判明。「右足関節外側靱帯損傷により約3週間の安静加療を要する見込み」との診断書を提出し、4日目から休場した。4日目の嘉風戦は不戦敗となり、自身の休場は通算7度目（横綱昇進以降では在位20場所で6度目）。15代井筒は「けがをするということは力が落ちている証拠。次に土俵に上がっても勝てなければ、潔く（引退を）決断しなければならない」と次の出場場所で進退を懸けることを明言した。鶴竜本人は「何がいけなかったのかという気持ちだ」と無念そうな表情を見せ、次は進退を問われる状況に「こうなった以上、そう言われてもしょうがない。だが、このけがで終わりたくないという強い気持ちがある」と次に出場する場所への意欲を見せていた。
9月場所も怪我が完治しなかったため全休した。休場の診断書の内容は右足関節離断性骨軟骨炎、靱帯損傷。不調に喘ぎ、次の11月場所に進退が懸る中、10月1日には都内のホテルで夫人と結婚披露宴を行い、角界関係者ら約500人に盛大に祝福された。「この日を迎えられた。（奥さんは）人生のパートナーとしてこれからも支えになってくれる存在。落ち込んだりした時は元気に明るく接してくれる。それにつられて元気になる。（花嫁姿は）とてもきれい。いつまでも仲良く誰が見ても幸せな家族を築いていきたい」と愛妻と永遠の愛を誓った。ちなみに鶴竜の結婚指輪のサイズが31号であることが同年11月場所前の相撲雑誌の記事で明らかになっている。6日の秋巡業横浜場所では再起に向けて約3ヶ月ぶりに関取と相撲を取る稽古を行い、千代の国と10番取って8勝2敗。突き、押しや四つ身での動きを確認し「痛みもないし、このままずっとこういう感じでやっていければ問題ない」と笑顔で話した。
しかし、11月場所初日を目前にした11月8日に腰部挫傷、右足根骨剥離骨折後により約3週間の治療を要する見込みと診断され、4場所連続となる休場を発表した。11月場所後にそれまで力士会会長を務めていた日馬富士が引退したため、その後任として力士会会長に就任した。

#### 2018年
2018年1月場所前、前年10月25日に起こった日馬富士による暴行事件を事件現場に居合わせながら止められなかった責任を問われて、1月場所の給与不支給という処分を受けた。1月場所は休場から復帰。白鵬、稀勢の里が続けて休場したため一人横綱となったが、初日から好調で8連勝し、中日勝ち越しを決めた。7日目には全勝同士で栃ノ心と対戦しているが、戦後の15日制下で横綱と平幕が7日目に全勝同士で対戦したのは初の事例。ところが、11日目に玉鷲に不覚をとると、その日から4連敗を喫し、栃ノ心の平幕優勝を許す形となった。千秋楽は白星で、最終的に11勝4敗と二桁白星を挙げ引退危機は脱した。この場所では14勝1敗で平幕優勝した力士に横綱として全勝を阻止する星を付けるという、優勝制度発足以降3例目となる記録を達成している。2月1日に左足首付近の内視鏡手術を受けた。4日に朝赤龍の引退相撲で綱締め実演を行ったが、手術直後のため土俵入りは「きれいにできないと思って」と回避。場所後のやくみつるのコラムでは、終盤の失速につながった引き癖をその非合理さから「ミステリー」と指摘されたが、15代武蔵川（第67代横綱・武蔵丸）は、ただ単に皆勤が久しぶりなのでスタミナ切れを起こしたのだろうと推測している。
3月場所も一人横綱として出場。ケガも微妙な状態であったが、途中物言いもつくなど際どい相撲もとりつつ勝利を重ね、自己最高の初日から11連勝を記録した。12日目に先場所優勝の栃ノ心に土をつけられるも、13日目は星の差1つの平幕・魁聖をかわし、14日目に大関・豪栄道に攻められるもうまく落とし優勝を14日目に決める。千秋楽は取り直しで大関・高安に敗れるも13勝2敗で8場所ぶり4回目の幕内最高優勝を成し遂げた。4月9日の春巡業掛川場所では共に一門の幕内力士である正代、豊山とそれぞれ10番、5番取り、鋭い踏み込みから一気に押し出すなど、付け入る隙を与えず、いずれも全勝。相撲を取るのは春場所千秋楽以来、約2週間ぶりとなったが疲れた様子も見せず「ボチボチというところ。動きの確認。まだ調整、調整でやっていきたいなと思っている」と、5月場所を見据える段階ではないと強調。
5月場所は4日目に松鳳山に金星を配給してしまうものの、それ以外では安定した相撲を取り、14日目に1敗同士で大関昇進を狙う栃ノ心を破り、千秋楽の結びで白鵬に勝ち2場所連続5度目の幕内最高優勝を決めた。平成以降の横綱で唯一2場所連続の優勝がなかったが、この優勝が連覇となり笑みを表していた。7月場所は初日から3連勝していたが4日目から連敗し6日目に右肘関節炎のため休場、この場所は稀勢の里も初日から、白鵬も4日目から休場しており、鶴竜の休場によって3横綱全員が休場となった。これは1999年3月場所の貴乃花、3代目若乃花、曙以来19年ぶりのこと。
9月場所は初日から10連勝と好調であったが、11日目以降の横綱・大関戦は全敗し、10勝5敗であった。特に11日目から12日目までの相撲は専門誌に「軽い!この2日間」と評されるものであった。
11月場所は、右足首付近に水がたまり、炎症を起こしている状態で、出場できる状態ではないと判断したため、休場することになった。

#### 2019年
2019年1月場所は、5日目まで2勝3敗となり、6日目に休場を届け出た。師匠の15代井筒は、鶴竜の右足首がまだ治らず、前夜に本人が痛みを訴えたことを明かし、場所前の稽古が不足したまま「ぶっつけ本番で」出場していたと話した。3月場所に復活を懸ける立場となったが、2月28日に行った時津風部屋での出稽古では、幕内の正代・豊山と21番取って全勝と好調をアピールした。
3月場所は9日目に勝ち越しを決めるなど前半は好調。だが10日目から大きく失速し、10勝5敗で場所を終えた。4月13日の春巡業藤沢場所では幕内16人によるトーナメントを制し、勧進元から賞金200万円と湘南野菜1年分を贈呈された。同月20日の春巡業柏場所の稽古場では一門の平幕である正代と7番連続で相撲を取り、全勝と好調をアピールした。5月6日の横綱審議委員会の稽古総見では、白鵬を除く三役以上の力士との申し合いで9勝3敗と好調が伝えられた。
5月場所は1人横綱として迎え、場所前の好調を維持し初日から危なげなく7連勝。中日に玉鷲に敗れて令和初の金星を配給してしまうが、9日目に勝ち越し。しかし11日目の妙義龍との対戦でまともに引いて敗れて2敗目。平幕の朝乃山に優勝争いの単独首位を許してしまう。12日目に再びトップに並ぶが、13日目に高安のいなしに屈して3敗。そして14日目に栃ノ心に敗れたことによって、栃ノ心の大関復帰と朝乃山の平幕優勝を許す結果となった。千秋楽は豪栄道に勝ち優勝次点のとなる11勝4敗で場所を終えた。
7月場所は場所前に腰を痛め、不安が残る中で初日を迎えたが、場所に入ると、頭から低く当たって前に出る相撲を多く見せ、2018年9月場所以来となる中日勝ち越しを決める。その後も連勝を伸ばしていき、自身最高となる初日からの12連勝を記録。しかし13日目に平幕の友風に当たってすぐの叩き込みで敗れ、入門から14場所で金星という史上1位タイの記録を与えてしまい、1敗の白鵬と並ぶ展開となる。千秋楽に2敗で追う白鵬をもろ差しからの寄り切りで下して、7場所ぶり6回目の幕内最高優勝を決めた。
9月場所では初日から4連勝したが、5日目に西前頭2枚目の朝乃山、6日目に東前頭3枚目の大栄翔、7日目に西前頭3枚目の友風に敗れ、2018年11月場所の稀勢の里以来で史上13人目（18例目）となる3日連続金星配給となった。中日から左膝内側側副靭帯損傷により途中休場した。更に、休場の翌日に師匠である15代井筒が死去した。その後は鏡山部屋の一時預かりを経て、9月27日付で陸奥部屋に転属した。
11月場所は初日から休場。12月27日に時津風部屋へ出稽古に行ったが、風邪の影響で四股などの基本運動とぶつかり稽古にとどまった。

#### 2020年
1月8日の時津風部屋での出稽古では北勝富士と13番取って9勝4敗と押し相撲への対応に不安が見られる結果となった。本人は「しばらく1年間皆勤の年がない。今年こそは皆勤したい」と綱の責任を果たす覚悟を示したが、1月場所前には稽古量の少なさを心配する声もあった。その心配は的中してしまい、1月場所は初日、3日目、4日目に敗れ、4日目を終えて1勝3敗。翌日より途中休場となった。
2月1日に豪風の引退相撲が行われた際は、1月場所前、白血球の数値が通常の3300～9000から1万2000に跳ね上がり、体調を崩していたことを明かした。本人曰く「（医者に）『入院レベルですよ』と言われていた。体のシンに力が入らなかった」。
休場続きの状況に舞の海（元小結、NHK専属解説者）は「20年ぐらい前なら、横綱はこういう状況だと引退を決めている。かなり追い詰められてきている」と引退への危機感を募らせた。
3月場所は大関が東の貴景勝1人となったため、番付上は西横綱の鶴竜が大関を兼ねる「横綱大関」として記載された。「横綱大関」の記載は1982年1月場所の北の湖以来38年ぶりである。場所が始まると6日目を終えて2敗となり心配されたものの、7日目の炎鵬戦から14日目の朝乃山戦まで8連勝し千秋楽で白鵬との相星決戦に臨んだが、白鵬に敗れ優勝を逃し12勝3敗で終えた。
7月場所前の7月8日は弟弟子の霧馬山と10番三番稽古を行い全勝。「力強さがあるし、これからもっとよくなってくれば上位にずっと居続けられると思う。稽古してても力を抜かずに精いっぱいやるところがいいなと思う。まだまだ伸びしろはたくさんある」と霧馬山を評価した。
7月場所は、「新型コロナウイルス感染症対応ガイドライン」に基づき観客を入れての東京開催となった。場所初日の遠藤戦で腰砕けによって敗れているが、横綱が腰砕けで敗れるのは1955年に決まり手を制定して以来初。本人は「独り相撲を取ってしまった」と反省していた。翌日の2日目から右肘靭帯損傷により途中休場した。結果的に、この相撲が現役最後の一番となった。
8月24日、7月場所2日目から休場する要因となった右肘の状態について「やっと少し使えるようになった。トレーナーさんもいるので、ほぐしたり、なるべく肘に負担をかけないように、使わずに動かさない（ようにしている）」と明かした。9月場所直前の9月9日、本人は「体が全体的にできていない」と調整の遅れを明かし、場所出場危機が取り沙汰された。
9月場所は結局調整遅れにより全休となった。ここ一年皆勤した場所は優勝した前年の名古屋場所と今年の大阪場所の2場所だけで他の場所は全休もしくは途中休場となっており、師匠の9代陸奥（元大関・霧島）は来場所の11月場所は進退をかけて臨むのではと発言している。
11月場所前、休場の多さを横審に指摘されていることについて本人は「自分で分かっているから。こういう時だけど、大目に見てくれないので」と心境を吐露。復帰に向けて10月18日には部屋で基礎運動による調整を行っていたが、11月5日に自ら「腰痛で相撲を取れる状態ではない」と説明し、11月場所も休場することを表明した。本人は「まわしをつけると痛い」と語り、続く2021年1月場所に進退を懸ける覚悟を示した。
11月23日、横綱審議委員会は両国国技館での定例会合で白鵬と鶴竜に「注意」を決議した。2018年11月場所以降の計12場所の内3分の2に相当する8場所を休場している鶴竜に対して矢野弘典委員長は「休みがあまりにも多い。深く強い責任を持って今後に対処してほしい」と語り「我々が強制するわけではないが、横綱が出場しない場所をあまり長く続けてはいけない」と述べた。
12月10日付の官報に於いて日本国への帰化申請が認められたことが告示された。日本名は四股名をそのまま使用したり、知人などから姓をもらって新たに日本人風の名前を作る形ではなくモンゴル名をそのまま片仮名表記にした「マンガラジャラブ・アナンダ」となった（前例は朝赤龍）。
同日、陸奥部屋で代表取材に応じた本人は「良かった。今はそれだけ。かなり（取得まで）長かったので、やっとという感じ。一つ悩みの種が消えたので、すっきりとまた相撲に集中できると思う」と率直に喜びを語った。手続きには2年半の時間を要したという。帰化の理由としては「相撲協会への恩返し」を挙げている。申請の承認は早くても2021年に入ってからであると予想されており、そのまま引退までに帰化が間に合わないことも危惧されていた。鶴竜の帰化に際し、日本人でなくては親方になれないというシステムはいかがなものか、という議論も再燃した。8代高砂（元関脇・朝赤龍）は帰化を果たした鶴竜に対して「ケガをして休場して、いろいろあるんじゃないですか。（これを機に）気楽に堂々と相撲を取れるんじゃないですか」と推し量っていた。
18日、19日に両国国技館の相撲教習所で行われた合同稽古では相撲を取る稽古を行わなかった。

#### 2021年
1月3日、部屋での稽古始めの際に腰痛の状態が改善されたことを話した。5日の時点でも調整ペースが上がらず、7日の稽古後に出場可否を決定する方針を本人は示したが、6日の時点では「出場微妙」と報じられた。師匠の9代陸奥は8日に鶴竜に出場可否を再確認する方針を7日に示した。8日に鶴竜自身は1月場所を休場し3月場所に進退を懸けて臨むことを決意した。鶴竜の休場はこれで通算19回目、4場所連続。10日、相撲協会は「腰椎すべり症による腰痛の増悪のため休場を要する」とする鶴竜の診断書を公表した。同日、場所初日のNHK大相撲中継で北の富士（第52代横綱、NHK専属解説者）は「稽古をやる気力というか、やったという話をこのところ聞いたことがない。休場も続いているし、はっきり言わせてもらうと、相撲を取れる状態じゃないんじゃないか。まじめな力士だけにきついことは言いたくないけど…」と苦言を呈していた。1月場所を全休したことで59日連続の休場となり、この時点では貴乃花の105日、大乃国の60日に次いで横綱で3番目の不名誉記録となった。
守屋秀繁（千葉大名誉教授、横綱審議委員会第14代委員長）はマスコミの取材に応じ、「もう横綱として土俵を務めるのは厳しいのではないか。仮に3月場所に出たとして、3～4日相撲を取って引退宣言せざるを得なくなるでしょう。陸奥親方も、（2019年9月に）亡くなった先代の井筒親方（元関脇・逆鉾）から引き継いだだけで、自らが鶴竜を育てたわけじゃないから、本人が"今場所は（相撲を）取れない"といったら認めるしかないのではないか。親方も大関まで務めたとはいえ、相手は横綱で遠慮があるのだろう。ただ、横審が『注意』を決議し、"1月場所で結果を出すように"と申し渡したにもかかわらず、鶴竜はそれを先延ばしにしたわけです。本来なら退場ものだ。辞めてもらうしかないと思いますよ。場所後には厳しい決議をするべきだと思います」とコメントしている。
3月場所前の同月9日に負った左足首の怪我が悪化し、進退を懸けるはずだった3月場所は結局全休することとなり5場所連続休場となった。休場に際し、本人は横綱審議委員会からの「引退勧告」の決議も覚悟しつつ現役続投に意欲を見せたが、場所11日目となる同月24日、現役引退の意向を示し、日本相撲協会は「横綱5年」の年寄・鶴竜を承認した。
引退会見では、入門時の師匠に対しての思いを「16歳で書いた手紙を受け取ってくれて拾ってくれて感謝しかない。土俵では鬼のように、離れれば優しくと教わった。これからあいさつに行きたい」と語り、思い出の取組として2005年9月場所の、幕下5枚目で5勝目を挙げて関取昇進を確定させた琉鵬戦を挙げた。そして「人に教えるのは難しいと感じた。ただ。押しつけになってはいけない。将来、協会の看板を背負っていく力士を育てたい」と指導者としての今後の抱負を語った。

### 現役引退後
引退後は、年寄・鶴竜として陸奥部屋で後進の指導に尽力している。また、大相撲中継の解説者としてもNHK・ABEMAに出演し、的確でありつつユーモアも交えた解説を行っている。新人親方として場内警備の仕事をする傍ら、協会公式グッズの売店で店員として手伝うこともあるという。
2023年6月3日、両国国技館で引退相撲が行われた。太刀持ちに霧馬山改め新大関・霧島、露払いに一門の小結・正代を従えた。最後の取組では長男と対戦し、長男の力いっぱいの当たりを真っ正面から受け止め、土俵際で長男に押し出されて土俵を割った。断髪式には元朝青龍、元白鵬の宮城野親方、元3代目若乃花の花田虎上、元日馬富士、現役の照ノ富士と、現役横綱を含めて6人の横綱経験者という豪華なメンバーが鋏を入れた。断髪式に駆け付けた元朝青龍は「ちゃんと来てくれたんでね、モンゴルで。それは、やっぱり行かないとね。よくできているなと思いました。いい親方になると思いますよ」と、まじめな鶴竜の人間性をほめ「よく頑張って、横綱までね。自分の後（に昇進した横綱の土俵入り）は不知火（型）が多かったけど、僕と同じ雲竜（型）だったので、何か近い感じがあった。あれだけのまじめさがあって、よく頑張って頂点までいったということは、本人の真摯な努力。素晴らしい活躍をしたと思いますよ」と、絶賛していた。
12月15日、所属する陸奥部屋から将来的に独立する意向を明かした。この日は内弟子となる白坂湧人（飛龍高等学校）の同部屋入門報告会に出席。2024年4月に師匠の陸奥親方が日本相撲協会の65歳停年を迎えるが「いずれは独立して自分の部屋をたち上げてやっていく」と話し、独立の時期は明言しなかったが、同月27日に年寄「音羽山」を襲名し、あわせて陸奥部屋から力士2人と床山1人を連れて音羽山部屋を創設した。一時期井筒部屋と一門同士だった錣山部屋との縁で、元寺尾の錣山親方の死去に伴う元豊真将の立田川親方の年寄名跡交換による錣山襲名を機に、立田川を襲名するという可能性も報道上で触れられた。

## 合い口
- 元横綱・朝青龍には7戦全敗。
- 元横綱・白鵬には8勝42敗。他に優勝決定戦で2敗がある。横綱同士の対戦は4勝12敗。
- 元横綱・日馬富士には17勝27敗。大関同士の対戦は1勝2敗、横綱同士の対戦は6勝5敗。
- 元横綱・稀勢の里には18勝32敗。大関同士の対戦は4勝8敗、横綱同士の対戦は1勝1敗。
- 元横綱・照ノ富士には7勝4敗。他に優勝決定戦で1勝がある。照ノ富士が第一期大関時代の対戦である。
- 元大関・千代大海には3勝6敗。千代大海の現役最後の白星の相手となった。
- 元大関・出島には4勝2敗。いずれも出島の大関陥落後の対戦である。
- 元大関・雅山には6勝2敗。いずれも雅山の大関陥落後の対戦である。
- 元大関・魁皇には10勝6敗。
- 元大関・琴欧洲には18勝12敗。大関同士の対戦は3勝3敗。
- 元大関・琴光喜には4勝10敗(不戦敗1を含む)。
- 元大関・把瑠都には12勝13敗。大関同士の対戦は1勝1敗。
- 元大関・琴奨菊には30勝22敗(不戦敗1を含む)。大関同士の対戦は5勝5敗、鶴竜の横綱昇進後は16勝6敗(不戦敗1を含む)。
- 元大関・豪栄道には28勝14敗(不戦勝1を含む)。豪栄道の大関時代は11勝5敗。
- 元大関・髙安には13勝10敗(不戦敗1を含む)。髙安の大関時代は5戦全敗。
- 元大関・栃ノ心には23勝4敗。栃ノ心の大関時代は1勝1敗。
- 元大関・貴景勝には4勝1敗。貴景勝の大関時代は1勝。
- 元大関・朝乃山には2勝2敗(不戦敗1を含む)。いずれも朝乃山の大関昇進前の対戦である。
- 元大関・正代には13戦全勝。いずれも正代の大関昇進前の対戦である。
- 元大関・御嶽海には8勝6敗(不戦敗1を含む)。いずれも御嶽海の大関昇進前の対戦である。

## 取り口
もろ差しと下手投げを主体とした相撲が得意であり、右四つになっても強い。四つ相撲一辺倒ではなく、突っ張りや引き技も持っているため、基本的に組んで良し離れて良しのオールラウンダーである。特に巻き替えからのもろ差しは大師匠の鶴ヶ嶺から師匠の15代井筒、そして自身に伝えられた伝統ある技術である。突っ張りに関しては、現役最末期の頃の寺尾常史に付け人として採用された中で寺尾の突っ張りを見て学んで覚えたという。横綱時代でも調子の良い時は立合いなどに重みが見られた。
しかし引き癖は横綱らしからぬ取り口としてしばしば悪い意味で目を引き、千代鳳や妙義龍などの引き技に落ちない足腰を持つ力士に対して墓穴を掘ることも多い。これに関して15代井筒は「フロイド・メイウェザー・ジュニアのような、他の力士にないスピードだ」と評価している。機動力そのものに対しては評価が高く、2014年3月場所前の座談会では隆乃若（元関脇）が「土俵を丸く使うのが抜群にうまい力士で、うまく回り込まれて叩かれたりしました」と現役時代に対戦した際の感想を述べており、大至伸行（元幕内）も同じ座談会で「身体はそれほど大きくはないですが底力を感じます。突っ張りも荒々しいですね」と評している。機動力に対する評価としては他に、2016年11月場所前の座談会での15代鳴戸（元大関・琴欧洲）の「実際に取ってみた経験から、左右の足の動きは速いですね」という発言がある。2018年3月場所前には、舞の海から押し負けたり上体が上がったりした時の対処の仕方が良くないと指摘されている。
精神面に関しては横綱時代にも異口同音に「自信無さ気」「大人しすぎる」というニュアンスの指摘があり、横綱時代の調子の悪い時には「取り口が守りに入ったものとなっている」「持ち味の突っ張りが見られない」と指摘されることもあった。
横綱としては非常に休場が多く、2020年7月場所を途中休場した際は北の富士に「あきれて物も言えない」「実によく休むものだ。おそらく休場は横綱の特権と考え違いしているのだろうか」と酷評された。
引退の際に18代藤島（元大関・武双山）のコラムで「体はさほど恵まれなかったものの相撲はうまかった。亡くなった師匠（元関脇・逆鉾）譲りのもろ差しや突っ張り、引き技と多彩で器用だった。横綱にしてはこれという型がなかった。それだけいろんな相撲が取れたということで、前に出る圧力もあった」と評されていた。

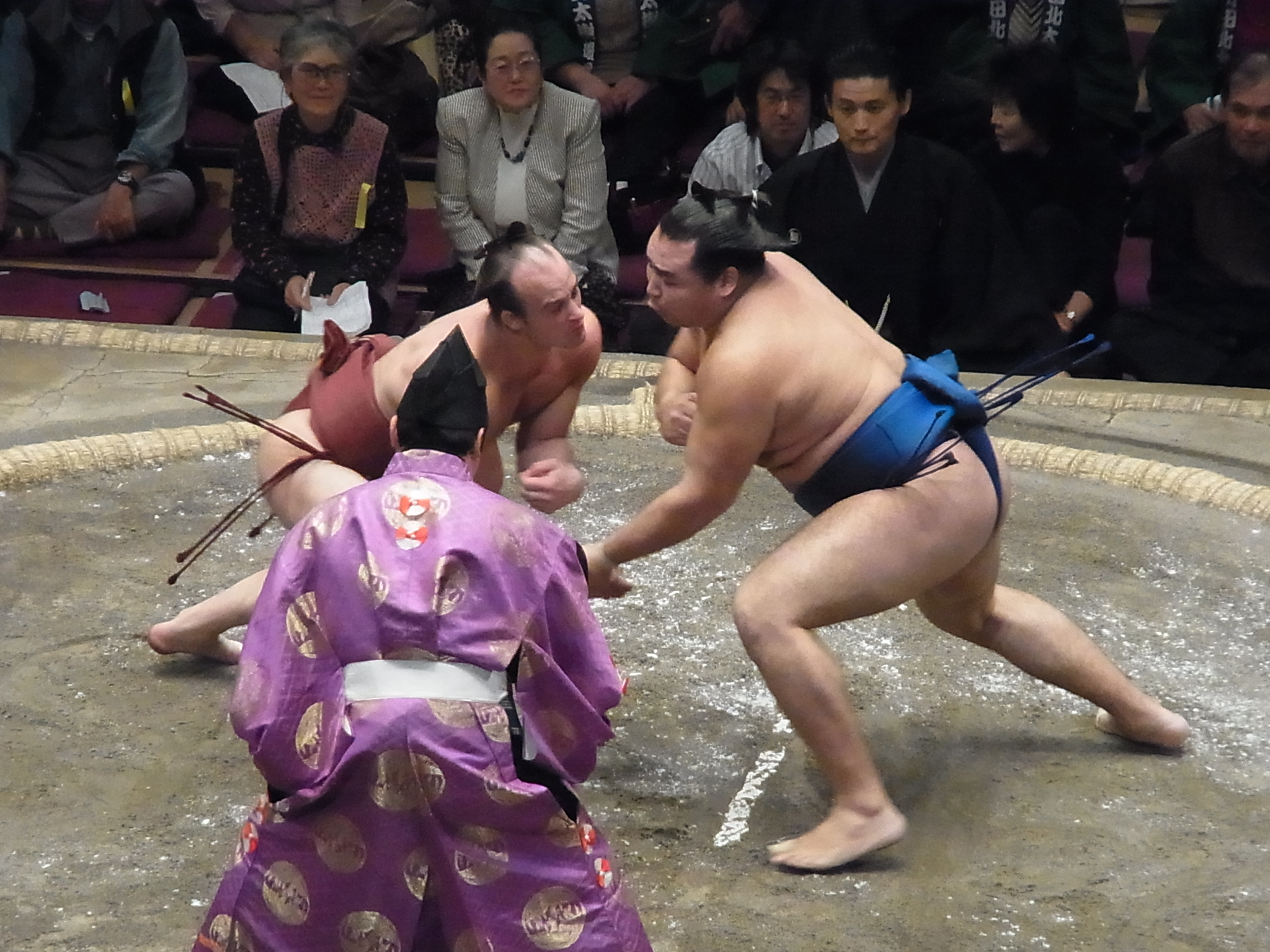
明治神宮例祭奉祝 奉納70回全日本力士選士権大会 相手は隆の山関（2011年10月3日撮影）
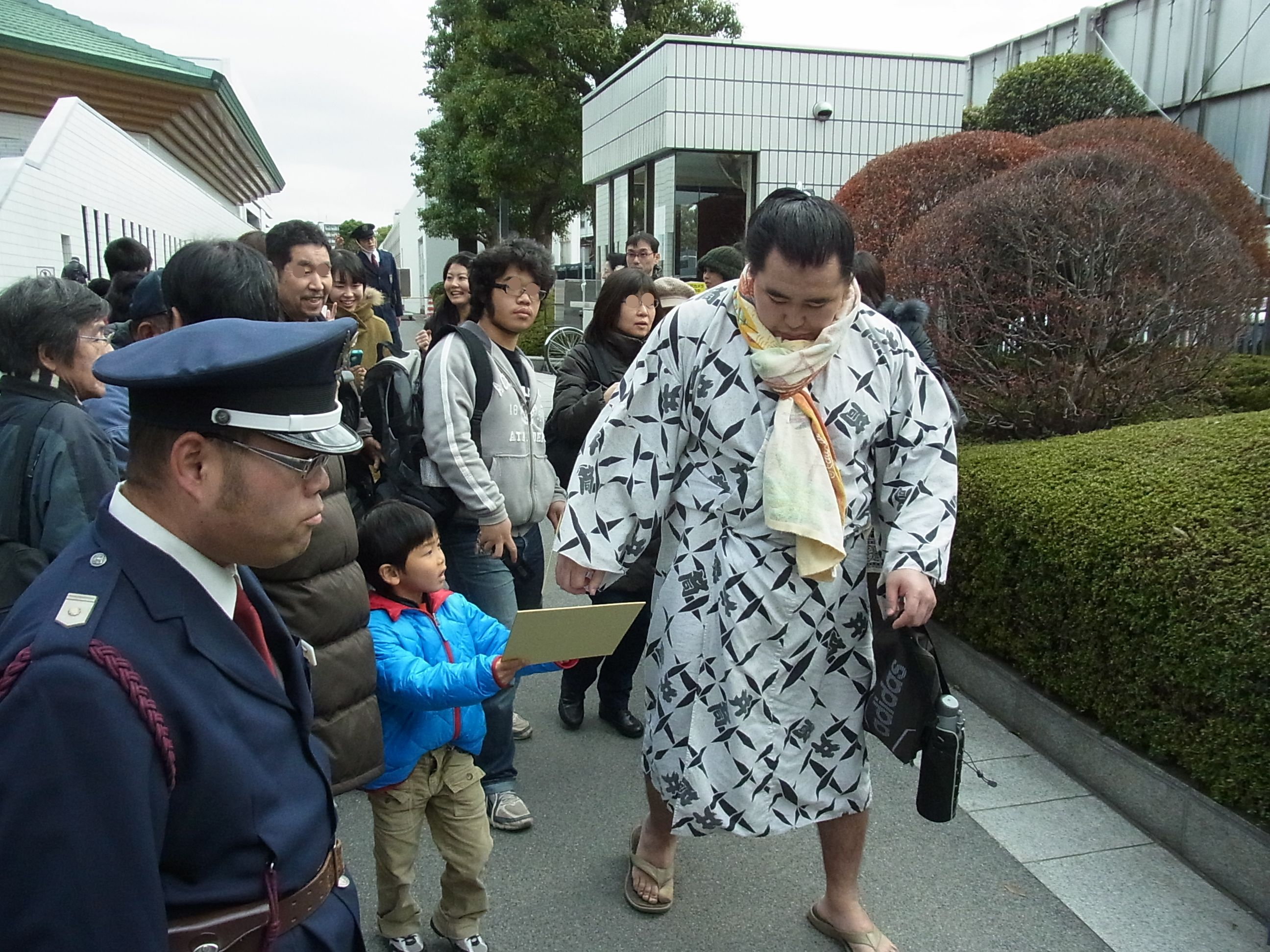
横綱審議委員会稽古総見（2011年12月23日）
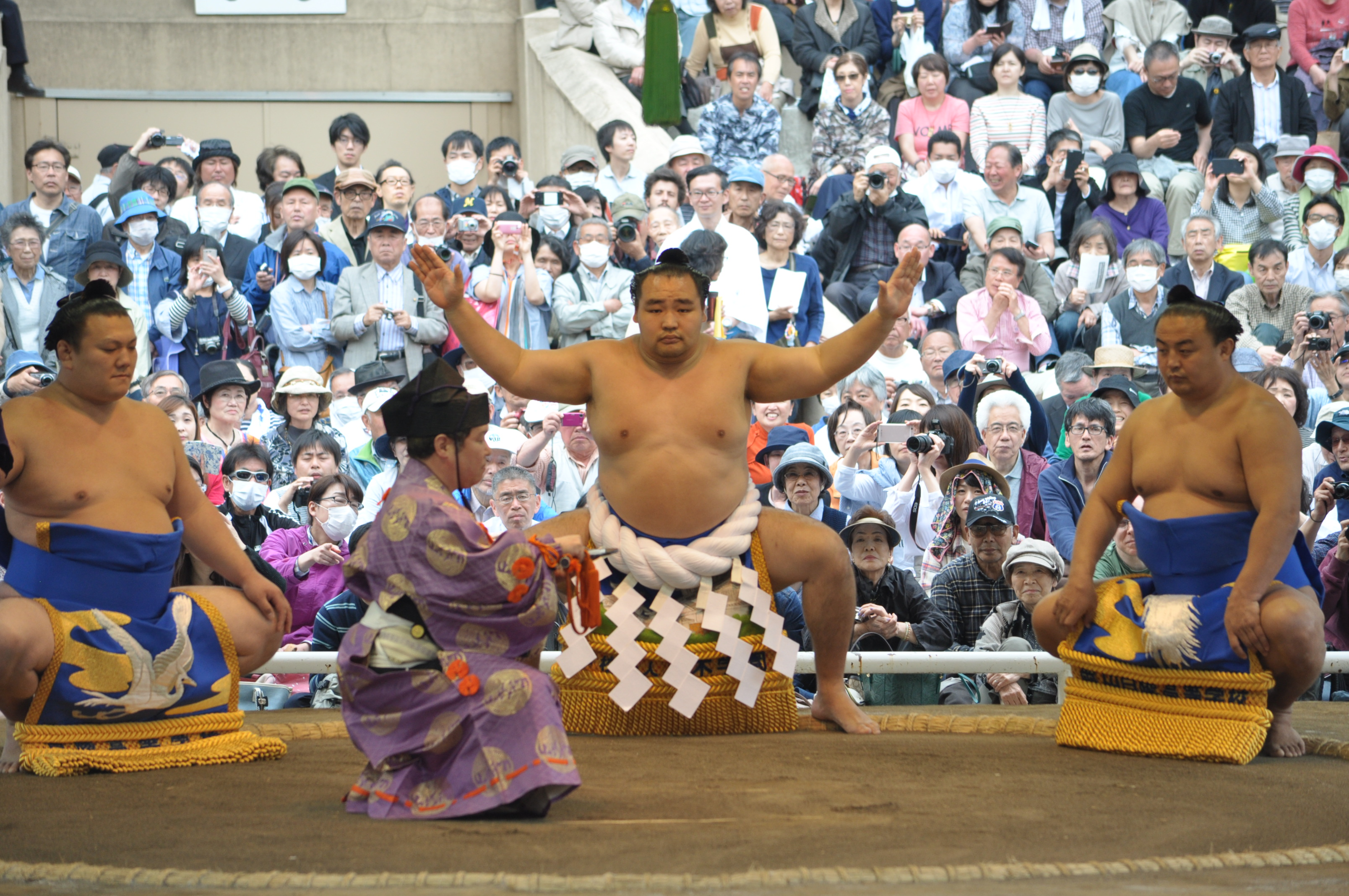
靖国神社奉納大相撲 土俵入り（2017年4月17日撮影）
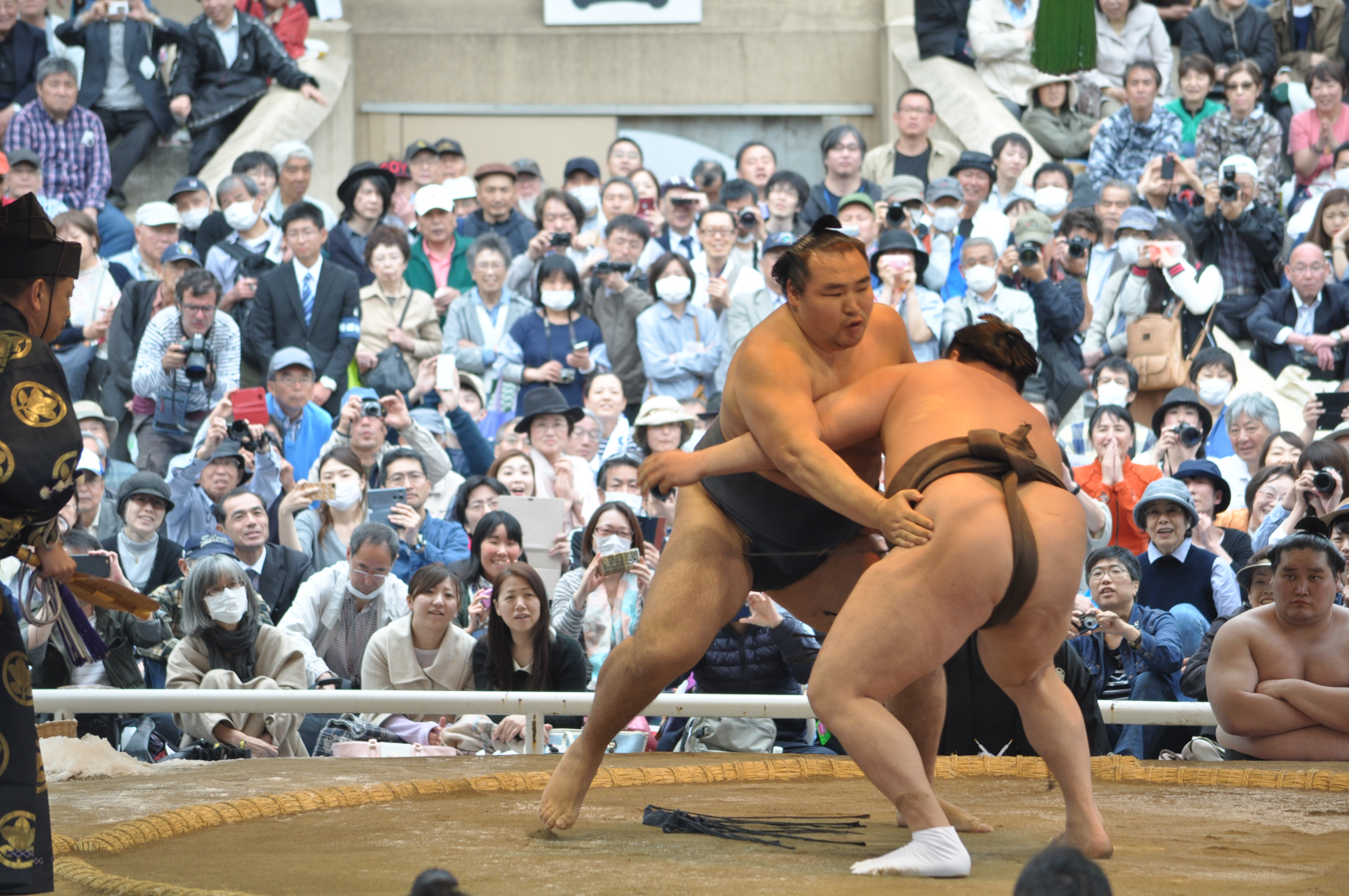
靖国神社奉納大相撲 相手は白鵬関（2017年4月17日撮影）

## 人物

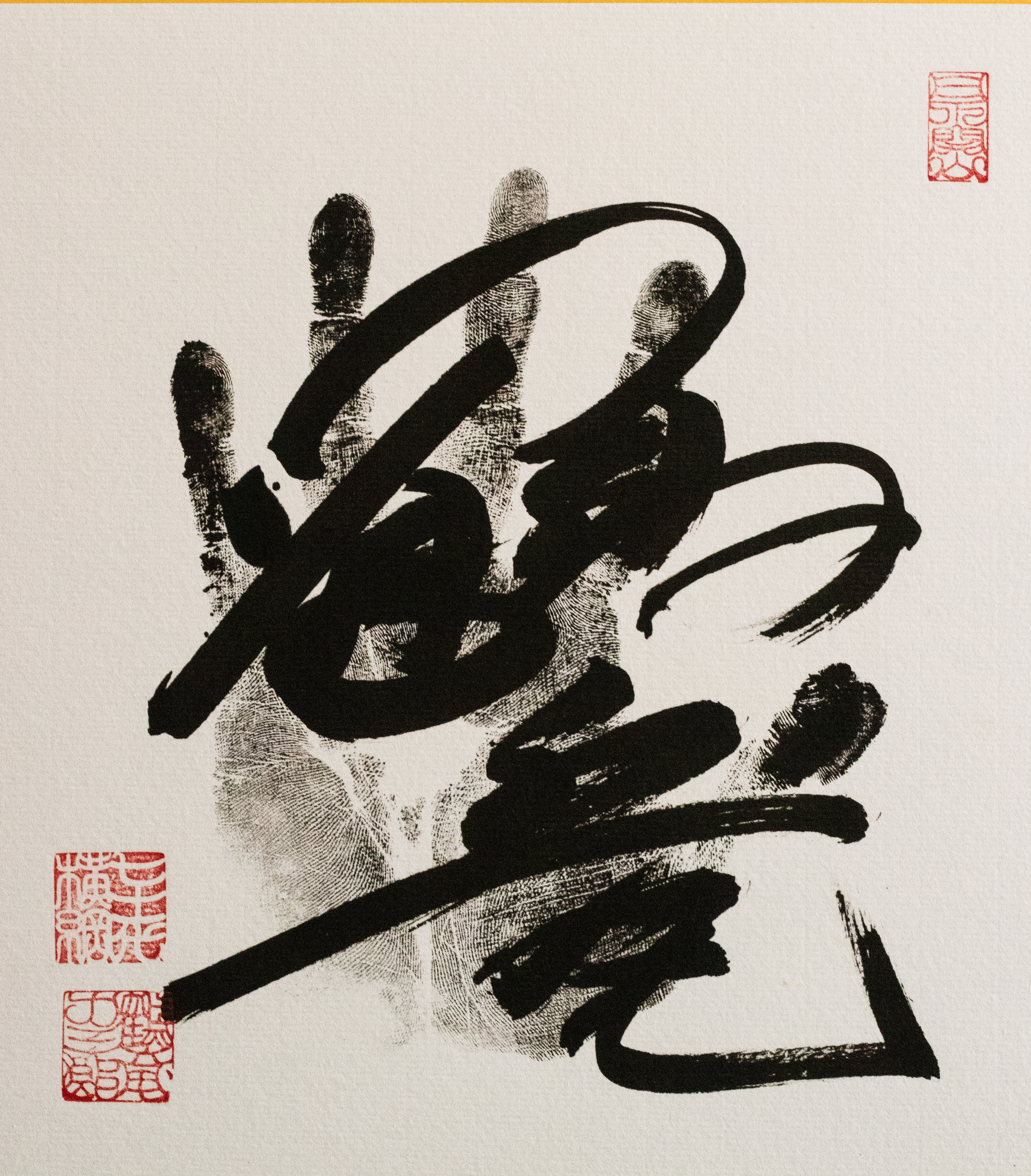
サイン色紙

日本語はテレビ番組とカラオケを通じて覚えた。また、英語とロシア語も話せる。
控えめな性格で感情を表に出すことが少なく、穏やかで礼儀正しい。
付け人を務めた力士は口々に「あんなに優しい横綱はいない。」と話している。付け人が十両に昇進した際には袴を送った。付け人を務めた力士のうち4人が関取になったが、鶴竜は「本人たちの努力ですから…」と答えている。出稽古先の時津風部屋に様子を見に来た師匠の15代井筒が鶴竜が乗ってきた車に乗って帰ってしまったときも、「しょうがないよ」と苦笑いしながら稽古まわしのまま部屋に歩いて行った。豊山や正代らはその後ろ姿を見送りながら「いやあ、あの横綱だから良かったけど」「怒らないもんなあ。立派だよなあ」と口々に言っていたという。
横綱ともなれば移動にタクシーや自動車を使うことが当たり前である中、徒歩や自転車の使用を好み、自宅から部屋や国技館まで通った。
負けず嫌いかつ生真面目であり、自分の取り組みをVTRで見ては反省点をノートに書き出し、課題を決めて稽古に取り組んでいる。
2012年3月場所千秋楽、勝てばその時点で優勝となる豪栄道戦で敗れた際には直後の支度部屋では悔しさのあまり風呂場で珍しくうめき声を上げた。心が整わないまま臨んだ白鵬との優勝決定戦でも敗れたことで平常心の大切さを思い知らされたという。2014年1月場所の優勝決定戦で白鵬に敗れた際にも「これで悔しくなければ辞めた方がいい」と語気を強めて語ったことがある。2014年9月場所13日目、この場所の新入幕力士である逸ノ城に金星を配給した際には、唇を震わせるなど怒りに満ちた表情で取組後の取材を拒否するほどに悔しがっていた。
好角家で知られるアイドルの山根千佳は「普段は七福神のような優しさに包まれていますが、相撲では意外と挑発的なところもあり、そのギャップが魅力的です」と評している。
小部屋の出身であるため、関取に昇進してからもしばらくはちゃんこ番や家事などを行っていた。
協会内では歌が上手いことでも知られており、YouTubeの協会公式チャンネルではマイ・ウェイ（英語版）を披露している。
自身が高レベル優勝を何度も達成した白鵬の全盛期を知っていることから、2024年5月場所後には『デイリー新潮』のコラムで「幕内最高優勝が11勝4敗というのは恥ずかしいレベル」「私の現役時代は、優勝は最低でも13勝以上」と語ることもあった。

## エピソード

### 土俵上
- 平成以降に昇進した横綱8人が全て2場所連続優勝を果たしたのに対し、鶴竜の場合は結果的に綱取り場所となった2014年3月場所が初優勝だった。また、昇進3場所前に該当する2013年11月場所は9勝6敗であり、2019年7月場所終了現在において年6場所制定着以降において直前3場所前が1ケタ白星であったにもかかわらず連覇無しで綱取りを果たした唯一の力士となっている。それでも2014年3月場所後の横綱審議委員会は無風で、10分余りのスピード推薦。決め手となったのは鶴竜の真面目な人柄とひた向きな姿勢であった。横審では一つも注文が出されず、各委員からは鶴竜の人間性を絶賛する声が続出した。宮田亮平委員は鶴竜を「頭が良い。言葉、礼儀作法がしっかりしている」と褒め、高村正彦委員は「日本人以上に日本人らしい力士だ」と高く評価。大島寅夫委員は「行儀も良いし、よく考えた相撲を取る。品格のある横綱になると思う」と期待していた[5][150]。
- 3月場所は験が良く、幕内では11場所中8回勝ち越しており、ダブル受賞を含めて三賞2回、幕内優勝2回も記録している。7月場所は2015年まで幕内負け越しは1回だけであったが、2016年から3年連続で途中休場を喫している。

### 懸賞金・タニマチ関連
- 2014年9月場所からはDHCから1日5本ずつの指定懸賞が設定されている[151]。
- 日本相撲協会の規定では一つの取組にかけられる懸賞は上限50本だったが、2015年1月場所は白鵬が最多記録となる33度目の幕内最高優勝を決めた場所ということで中日までに千秋楽の結びの一番に懸賞を希望する企業などが殺到し、特例で千秋楽の白鵬戦に60本の懸賞金が受け入れられた[152][153]。
- 東京井筒部屋後援会からはアヤメ科の植物が描かれた化粧廻しを贈呈された[154]。

### 行事関連
- 2014年5月9日に東京都墨田区の野見宿禰神社で奉納土俵入りを披露した際に最後の塵手水を忘れる失態を犯してしまった。奉納土俵入りでの失敗は近年では稀なことであり、これには師匠の15代井筒も「なんだかんだいって緊張してるんだろうね。心配になっちゃう。本場所ではやめてほしいよ」と苦笑いだった[155]。
- 2016年10月4日、両国国技館で開かれた大相撲の国際文化交流イベント「大相撲beyond2020場所」で、日馬富士と並んで上段（気迫）中段（攻撃）下段（防御）の3つの型をつくる「三段構え」を、貴乃花と曙が1996年4月の伊勢神宮奉納相撲で行って以来、20年ぶりに披露した。鶴竜は「名誉あること。横綱全員がやったことではない。この時代にできたことがうれしい」と感激していた[156]。

### 稽古場・巡業関連
- 生真面目な性格ゆえに、大関昇進直後にまだ十両が稽古している午前9時前に稽古場に登場し、大関以上の申し合いまで1時間以上も待った。「自分のタイミングで（申し合いに）入っていけない。今まで通りにやっていきたいけど…。待つ時間が長い。準備運動をして待っている間に体が冷えて気持ちも落ち着いてしまう。（準備運動を）遅めにするとかしないといけない」と語っている[157]。
- 巡業の土俵では厳しい態度で胸を出していた。白鵬や日馬富士が土俵に上がらない時には自分にお鉢が回るため、その傾向に拍車がかかった。2017年4月11日の春巡業三島場所では一門の後輩である正代に胸を出したが、力の弱い押しに火が付いた。「立ておら、力出せ」と怒声を浴びせ、何度も土俵に転がし、砂まみれに。無理やり腰を落とさせ、何周も土俵を回らせ、約20分に渡って猛稽古を行わせた。鶴竜は「長く胸を出すつもりなんかなかった。早く終わるつもりだったけど、力を出さないから。正代が悪い。腰が高い。白関（横綱・白鵬）がいないから言っていこうと思って」と、今後も"鬼指導"を予告した[158]。
- 2017年4月12日の春巡業横須賀場所で稽古を終えた鶴竜は「全般的に言えることだが、しんどくなったら力を抜く力士が多い。しんどくても我慢することが大事。そこからが本当の稽古なんだから。それは自分が下のころ、師匠や兄弟子から教わったことです」と最近の若手の傾向など思いを語った。同時に「そろそろ上の力士を脅かす若手が出てこないとおかしい。奮起してもらいたいですね」とも注文を付けた[159]。
- 2019年5月1日、2018年から安全上の理由で廃止された関取が赤ちゃんを抱っこしての土俵入りやちびっこ相撲の復活を求める改革案を、力士会会長として巡業部に提出する意向を示した。鶴竜本人は「やっぱり巡業での要望が1番多い。お客さんと触れ合うことや相撲界の未来を考えたらね」と話した[160]。
- 2019年5月7日に行われた時津風一門の連合稽古は相撲教習所の稽古土俵という異例の場所で行われ、珍しい場所での実施に、鶴竜は「一門で（教習所で）やるのは初めて。新鮮。次もこういう形でやりたい」と充実した表情で語った[161]。

### その他相撲関連
- 師匠の現役時代のしこ名「逆鉾」を襲名するという話もあったが、「鶴竜」が定着したこともあり立ち消えとなった[162]。また、横綱昇進を機に部屋ゆかりの出世名「西ノ海嘉治郎」を襲名する機会が生まれたが、その際師匠の井筒は「親父が（元関脇）鶴ケ嶺ですし、変える気はまったくないです」と見解を示していた。[163]
- 横綱審議委員会の委員長である内山斉は鶴竜を評価しており、事あるごとに「かなり長く綱を張るのではないか?」と発言している。
- 横綱になると、付け人が7〜8人が必要となるが、横綱昇進決定直後の時点では井筒部屋の所属力士が鶴竜を含めて5人しかいなかったため、時津風一門の錣山部屋、一門の枠を超えて高砂部屋、春日山部屋からも付き人を借り入れ、合計4部屋で付き人を供給した[164]。
- 廻しに付いているさがりには興味がなく、本数も知らないという[165]。
- 入門前に八角部屋のセレクションを受けたが不合格になっている。鶴竜がセレクションを受けた事実を八角が知ったのは鶴竜の関取昇進後であった[166]。
- 鶴竜の大相撲入門の橋渡し役となった日本相撲振興会長の時田一弘は、鶴竜が入門して2、3 年後に「辞めたくなったことがある?」と軽く話しかけ、「何を言っているんですか! 自分は好きで入ったんですから」と血相を変えた鶴竜に詰め寄られた。2004年9月場所では幕下で1勝しかあげられず悔し泣きをして場所後1週間のオフにトレーニングを欠かさなかったと話し、「あの小柄な少年が横綱に。異国の地で大したものです」と引退する鶴竜をねぎらっていた[167]。
  - 鶴竜本人は引退後に、もし相撲で大成しなければアメリカ留学していたかもしれないと語っている[168]。
- 2021年11月場所中のNHK大相撲中継では、玉鷲の相撲ぶりについて年齢をごまかしているのではないかと冗談を言っていた。また、最近（同場所時点）の力士は体が大きすぎるとも指摘していた[169]。
- 2022年1月場所9日目のNHK大相撲中継の解説で、千代鳳と千代丸の姿を少し前まで逆だと勘違いしていたと告白。その理由を「顔の違い。兄貴の方が若く見えるよね」と説明[170]。
- 2024年1月場所中に両国国技館内の相撲博物館で行われた「親方トークイベント」では、わんぱく相撲・中学相撲における、増量やタイトルへの拘泥などの過度の勝利至上主義について言及している。司会役を務めた荒汐親方（元幕内・蒼国来）も、スカウト活動として小中学生の相撲の大会を視察した経験からこの持論に同調し「本格的には高校やプロに入ってからでもまだ間に合う。タイトル獲ってなくても伸びしろある人はたくさんいる」と強調[171]。

### 人間関係
- 魁聖とはPlayStation 3のオンラインゲームをして過ごした仲であったが、鶴竜の方は大関昇進後になると忙しくなってできなくなったという[172]。
- 2016年11月場所で幕内最高優勝をした際、支度部屋から表彰式へ向かう花道の途中で、駆け寄ってきた妻にキスをする姿がNHKで放送された。さらに優勝インタビューで、アナウンサーからキスの感想を聞かれ、恥ずかしそうに照れながら｢最高です｣と答えた。
- 長年付け人を務めて井筒部屋閉鎖後も移籍に同行した弟弟子・鶴大輝大吉（1990年10月8日生まれ、熊本県宇城市、本名・橋本大輝、最高位・西三段目30枚目）は井筒部屋に入門した時、鶴竜がすでに関取になっていたが、頭ごなしに怒られたことは一度もない。「次は気をつけろよ、と言ってちゃんと教えてくれる。本当に優しい人です」と鶴竜の引退に際して語っていた[173]。
- 兄弟子・鋼一幸は兄貴分として長きに渡って鶴竜をサポートし、付け人のリーダー格、ちゃんこ長としても貢献した。井筒部屋消滅後は陸奥部屋に同行しており、音羽山部屋創設の際も同行している。
- 寺尾は兄弟子にあたり、鶴竜が入門してから寺尾が引退するまでの5場所は現役の兄弟弟子同士であり、寺尾の同部屋最後の後輩であった。寺尾の葬儀の際に鶴竜が語った話によると、電話やメールでよく励ましてくれたといい、「兄貴分でもあったし、自分の中ではもう一人の師匠と思っていた」という。

### 趣味・スポーツ観戦
- 角界屈指のサッカー通であり、自身が立てた2014 FIFAワールドカップ日本代表メンバーの予想はほぼ的中したという[174]。
- 2018年3月場所後の休みを利用して3日間ゴルフを楽しんだが、3日間でのベストは18ホールを95[175]。
- 2018年9月場所中日の支度部屋で、ゲンナジー・ゴロフキン 対 サウル・アルバレス戦でゲンナジー・ゴロフキンがプロ初黒星を喫したことに関して「えっ負けたの? 判定か…。（勝ったアルバレスとの）再戦あるんじゃないですか?」と記者に食いついた[176]。

### 身体能力・健康面
- 扁桃腺が大きく、熱が出やすい体質である。2016年11月場所後なども風邪をひいている様子が報じられた[177]。
- 前述のとおりモンゴルではバスケットボールもしていた。その縁で2019年8月24日に開催されたバスケットボール日本代表強化試合の試合前セレモニーに白鵬と共に登場。白鵬がフリースローに挑戦したのに対し、鶴竜はより難易度の高いスリーポイントシュートに挑戦し、成功させた。浴衣、草履姿でシュートを成功させた美しいシュートフォームが話題となり、国際バスケットボール連盟も動画をアップして「相撲のスーパースターだが、素晴らしいフォームを持っている」と称賛した[178]。
- 2020年末に日本相撲協会公式YouTubeチャンネルが公開した動画の企画で握力測定をしたところ、右手で87㎏を記録した[179]。

### 若手時代
- 入門から半年間は師匠から外出禁止を言い渡されていた。これは、外でモンゴル力士とつるんでモンゴル語で話をしていると日本語をいつまで経っても覚えず、延いては相撲部屋に馴染めず大成しないまま角界を去ることになる、との考えからであった。一方、ホームシックにならないように家族への連絡を許され、通常のところ部屋の決まりで三段目以上にならないと所持を許されない携帯電話を連絡が気軽に取れるように新弟子の頃から特例で持たせてもらえた。また、同世代の他の多くのモンゴル人力士は関取になるまで帰国が許されなかったが、鶴竜は年1度の里帰りを認められた[180]。
- 若手時代に「ボンボン」「金持ち」と呼ばれることには腹が立っていたそうで、後に朝日新聞の記事で「向こうで大学の先生といっても、給料はよくない。バスケをやっていたのに、バッシュを買えなかった」と反論しており、実家のマンションも1LDKで自室は無かったという[6]。

### その他
- 2019年5月場所千秋楽をアメリカ合衆国大統領のドナルド・トランプが観戦するという知らせを聞き、トランプの印象について「ピンとこない。テレビの中の人だから」と語った一方で「初めてのことで、みんな気合が入ると思う。しかも令和で初めての本場所。すごいこと」と、興奮気味に語っていた[181]。
- 2020年11月3日、自身が所属していた井筒部屋の建物が解体されることを明かした。本人は「自分の家みたいなもんですから。いろんな思い出があります。写真や映像で残ってますけど、実際にはもうなくなっちゃう訳ですから」と話しつつも「それは消えることはない。自分が生きている以上、その記憶はなくなることはないですからね」と入門時の師匠の15代井筒の教えがこれからも心の中で生き続けることを示した[182]。

## 略歴
- 2001年11月場所 - 初土俵
- 2005年11月場所 - 新十両
- 2006年11月場所 - 新入幕
- 2009年5月場所 - 新小結
- 2009年7月場所 - 新関脇
- 2012年5月場所 - 新大関
- 2014年5月場所 - 新横綱
- 2021年3月場所 - 引退

## 主な成績

### 幕内の連勝記録
最多連勝記録は、16連勝。
| 自身の順位 | 連勝数 | 期間                                      | 止めた力士 | 止めた力士の番付 | 備考 |
| ---------- | ------ | ----------------------------------------- | ---------- | ---------------- | ---- |
| 1          | 16     | 2014年1月場所2日目 - 2014年3月場所2日目   | 隠岐の海   | 東前頭2枚目      |      |
| 2          | 14     | 2018年5月場所5日目 - 2018年7月場所3日目   | 勢         | 東前頭2枚目      |      |
| 3          | 13     | 2019年5月場所千秋楽 - 2019年7月場所12日目 | 友風       | 西前頭7枚目      |      |
| 4          | 12     | 2018年1月場所千秋楽 - 2018年3月場所11日目 | 栃ノ心     | 西関脇           |      |
| 5          | 10     | 2016年11月場所初日 - 2016年11月場所10日目 | 稀勢の里   | 西大関           |      |
| 5          | 10     | 2018年1月場所初日 - 2018年1月場所10日目   | 玉鷲       | 西関脇           |      |

### 通算成績
- 通算成績：785勝497敗231休（115場所） 勝率.612
  - 幕内成績：645勝394敗231休（85場所） 勝率.621
    - 横綱成績：266勝117敗227休（41場所）  勝率.695
      - 横綱大関成績：12勝3敗（1場所）横綱大関勝星は歴代6位タイ 勝率.800（歴代3位タイ）

    - 大関成績：119勝61敗（12場所）      勝率.661
    - 関脇成績：71勝49敗（8場所）       勝率.592
    - 小結成績：45勝30敗（5場所）       勝率.600
    - 前頭成績：144勝137敗4休（19場所）  勝率.513
- 通算（幕内）連続勝ち越し：24場所（2011年1月場所 - 2015年1月場所）
- 幕内連続2桁勝利記録：4場所（2014年7月場所 - 2015年1月場所）
- 金星配給：33個（歴代8位タイ）
- 横綱としての休場日数：227日（歴代2位）

### 各段在位
- 幕内在位：85場所
  - 横綱在位：41場所（歴代10位）
    - 横綱大関在位：1場所（歴代6位タイ）

  - 大関在位：12場所
    - 大関時代は全て勝ち越し、休場もなかったため角番は一度も経験していない。

  - 三役在位：13場所（関脇8場所、小結5場所）
  - 平幕在位：19場所
- 十両在位：5場所
- 幕下在位：8場所
- 三段目在位：10場所
- 序二段在位：5場所
- 序ノ口在位：1場所
- 前相撲：1場所

### 各段優勝
- 幕内最高優勝：6回
  - 2014年（1回）3月場所
  - 2015年（1回）9月場所
  - 2016年（1回）11月場所
  - 2018年（2回）3月場所、5月場所
  - 2019年（1回）7月場所
- 三段目優勝：1回（2004年7月場所）

### 三賞・金星
- 三賞：9回
  - 殊勲賞：2回（2012年1月場所、2012年3月場所）
  - 技能賞：7回（歴代4位タイ）

（2008年1月場所、2009年3月場所、2009年5月場所、2009年9月場所、2010年7月場所、2011年5月技量審査場所、2012年3月場所）
- 金星：なし　鶴竜の平幕時代に在位していた横綱は朝青龍と白鵬がおり、いずれも平幕時代に対戦はあったが1度も勝つことはできずに三役以上に昇進したため金星はなし。日馬富士と稀勢の里には鶴竜自身や相手が平幕時代にも勝利経験がある。

### 場所別成績
| | 一月場所 初場所（東京） | 三月場所 春場所（大阪） | 五月場所 夏場所（東京） | 七月場所 名古屋場所（愛知） | 九月場所 秋場所（東京） | 十一月場所 九州場所（福岡） |
| --- | ----------------------- | ----------------------- | ----------------------- | --------------------------- | ----------------------- | --------------------------- |
| 2001年 （平成13年） | x                       | x                       | x                       | x                           | x                       | （前相撲）                  |
| 2002年 （平成14年） | 西序ノ口32枚目 5–2      | 西序二段97枚目 4–3      | 東序二段74枚目 5–2      | 西序二段32枚目 6–1          | 東三段目70枚目 5–2      | 西三段目40枚目 1–6          |
| 2003年 （平成15年） | 西三段目76枚目 2–5      | 東序二段4枚目 4–3       | 東三段目87枚目 3–4      | 東序二段5枚目 5–2           | 西三段目70枚目 3–4      | 西三段目86枚目 6–1          |
| 2004年 （平成16年） | 東三段目25枚目 4–3      | 西三段目13枚目 4–3      | 東三段目3枚目 3–4       | 西三段目17枚目 優勝 7–0     | 西幕下14枚目 1–6        | 西幕下35枚目 4–3            |
| 2005年 （平成17年） | 西幕下27枚目 4–3        | 西幕下21枚目 5–2        | 西幕下12枚目 4–3        | 西幕下7枚目 4–3             | 東幕下5枚目 5–2         | 西十両14枚目 5–10           |
| 2006年 （平成18年） | 東幕下3枚目 5–2         | 西十両11枚目 9–6        | 西十両8枚目 9–6         | 東十両4枚目 9–6             | 西十両筆頭 9–6          | 西前頭8枚目 8–7             |
| 2007年 （平成19年） | 東前頭8枚目 6–9         | 西前頭11枚目 9–6        | 西前頭5枚目 6–9         | 東前頭8枚目 9–6             | 西前頭2枚目 7–8         | 東前頭3枚目 4–11            |
| 2008年 （平成20年） | 東前頭8枚目 11–4 技     | 西前頭筆頭 6–9          | 西前頭3枚目 5–10        | 西前頭7枚目 8–7             | 東前頭5枚目 7–8         | 東前頭6枚目 5–6–4           |
| 2009年 （平成21年） | 西前頭8枚目 9–6         | 西前頭筆頭 10–5 技      | 東小結 9–6 技           | 東関脇 5–10                 | 西前頭3枚目 11–4 技     | 西関脇 7–8                  |
| 2010年 （平成22年） | 西小結 7–8              | 東前頭筆頭 6–9          | 東前頭3枚目 6–9         | 西前頭6枚目 11–4 技         | 西小結 9–6              | 西関脇 7–8                  |
| 2011年 （平成23年） | 西小結 8–7              | 八百長問題 により中止   | 東小結 12–3 技          | 西関脇2 10–5                | 東関脇2 9–6             | 西関脇 10–5                 |
| 2012年 （平成24年） | 東関脇 10–5 殊          | 東関脇 13–2 殊技        | 西大関3 8–7             | 西大関3 9–6                 | 西大関3 11–4            | 東大関 9–6                  |
| 2013年 （平成25年） | 西大関 8–7              | 東大関2 8–7             | 西大関 10–5             | 東大関2 10–5                | 西大関 9–6              | 東大関2 9–6                 |
| 2014年 （平成26年） | 西大関 14–1             | 東大関 14–1             | 東横綱2 9–6             | 東横綱2 11–4                | 西横綱 11–4             | 西横綱 12–3                 |
| 2015年 （平成27年） | 西横綱 10–5             | 東横綱2 0–1–14          | 東横綱2 休場 0–0–15     | 東横綱2 12–3                | 西横綱 12–3             | 東横綱 9–6                  |
| 2016年 （平成28年） | 東横綱2 10–5            | 東横綱2 10–5            | 西横綱 11–4             | 西横綱 2–2–11               | 東横綱2 10–5            | 西横綱 14–1                 |
| 2017年 （平成29年） | 東横綱 5–6–4            | 西横綱 10–5             | 西横綱 1–4–10           | 西横綱2 2–2–11              | 西横綱2 休場 0–0–15     | 西横綱2 休場 0–0–15         |
| 2018年 （平成30年） | 東横綱2 11–4            | 東横綱 13–2             | 東横綱 14–1             | 東横綱 3–3–9                | 東横綱 10–5             | 西横綱 休場 0–0–15          |
| 2019年 （平成31年 /令和元年） | 東横綱2 2–4–9           | 西横綱 10–5             | 西横綱 11–4             | 東横綱 14–1                 | 東横綱 4–4–7            | 東横綱 0–1–14               |
| 2020年 （令和2年） | 西横綱 1–4–10           | 西横綱大関 12–3         | 感染症拡大 により中止   | 西横綱 0–2–13               | 西横綱 休場 0–0–15      | 西横綱 休場 0–0–15          |
| 2021年 （令和3年） | 西横綱 休場 0–0–15      | 西横綱 引退 0–0–10      | x                       | x                           | x                       | x                           |
| 各欄の数字は、「勝ち-負け-休場」を示す。 優勝 引退 休場 十両 幕下 三賞：敢=敢闘賞、殊=殊勲賞、技=技能賞 その他：★=金星 番付階級：幕内 - 十両 - 幕下 - 三段目 - 序二段 - 序ノ口 幕内序列：横綱 - 大関 - 関脇 - 小結 - 前頭（「#数字」は各位内の序列） |                         |                         |                         |                             |                         |                             |

## 幕内対戦成績
| 力士名     | 勝数 | 負数  | 力士名   | 勝数  | 負数  | 力士名   | 勝数  | 負数 | 力士名   | 勝数 | 負数 |
| ---------- | ---- | ----- | -------- | ----- | ----- | -------- | ----- | ---- | -------- | ---- | ---- |
| 碧山       | 20   | 1     | 朝青龍   | 0     | 7     | 朝赤龍   | 5     | 5    | 朝乃山   | 2    | 2(1) |
| 安壮富士   | 0    | 1     | 阿炎     | 5     | 1     | 安美錦   | 17    | 15   | 荒鷲     | 2    | 1    |
| 阿覧       | 12   | 1     | 勢       | 10    | 4     | 逸ノ城   | 13    | 3(1) | 岩木山   | 5(1) | 2    |
| 潮丸       | 0    | 1     | 遠藤     | 13    | 4     | 炎鵬     | 1     | 0    | 皇司     | 1    | 0    |
| 大砂嵐     | 2    | 1     | 隠岐の海 | 16    | 6(1)  | 魁皇     | 10    | 6    | 魁聖     | 15   | 0    |
| 海鵬       | 1    | 0     | 臥牙丸   | 5     | 0     | 垣添     | 5     | 3    | 春日王   | 1    | 4    |
| 春日錦     | 1    | 1     | 片山     | 1     | 0     | 稀勢の里 | 18    | 32   | 北太樹   | 4    | 0    |
| 旭天鵬     | 15   | 3     | 豪栄道   | 28(1) | 14    | 黒海     | 6     | 2    | 琴欧洲   | 18   | 12   |
| 琴奨菊     | 30   | 22(1) | 琴光喜   | 4     | 10(1) | 琴勇輝   | 2     | 1    | 佐田の海 | 2    | 0    |
| 佐田の富士 | 1    | 0     | 里山     | 1     | 0     | 霜鳳     | 1     | 1    | 十文字   | 1    | 0    |
| 常幸龍     | 1    | 0     | 正代     | 13    | 0     | 翔天狼   | 1     | 0    | 松鳳山   | 13   | 2    |
| 蒼国来     | 1    | 0     | 大栄翔   | 5     | 2(1)  | 貴景勝   | 4     | 1    | 貴ノ岩   | 2    | 0    |
| 高見盛     | 2    | 5     | 髙安     | 13    | 10(1) | 宝富士   | 13    | 1    | 豪風     | 20   | 0    |
| 玉春日     | 3    | 1     | 玉乃島   | 2     | 3     | 玉鷲     | 10    | 6(1) | 千代鳳   | 0    | 1    |
| 千代大海   | 3    | 6     | 千代大龍 | 12    | 0     | 千代の国 | 0     | 2(1) | 千代白鵬 | 0    | 2    |
| 千代丸     | 1    | 0     | 出島     | 4     | 2     | 照ノ富士 | 7*    | 4    | 時津海   | 2    | 1    |
| 時天空     | 9    | 4     | 徳勝龍   | 0     | 1     | 徳瀬川   | 0     | 1    | 土佐ノ海 | 4    | 0    |
| 土佐豊     | 3    | 1     | 栃煌山   | 24    | 21    | 栃ノ心   | 23    | 4    | 栃乃洋   | 5    | 2    |
| 栃乃花     | 2    | 1     | 栃乃若   | 3     | 0     | 友風     | 0     | 2    | 豊桜     | 0    | 1    |
| 豊ノ島     | 16   | 9     | 豊響     | 6     | 2     | 錦木     | 1     | 1    | 白馬     | 1    | 0    |
| 白鵬       | 8    | 42**  | 白露山   | 1     | 1     | 把瑠都   | 12    | 13   | 日馬富士 | 17   | 27   |
| 武州山     | 2    | 0     | 普天王   | 4     | 1     | 豊真将   | 12(1) | 8    | 北勝力   | 4    | 0    |
| 北勝富士   | 5    | 4(1)  | 将司     | 3     | 0     | 御嶽海   | 8     | 6(1) | 雅山     | 6    | 2    |
| 妙義龍     | 11   | 10    | 明生     | 1     | 0     | 猛虎浪   | 1     | 0    | 豊山     | 3    | 0    |
| 嘉風       | 11   | 7(1)  | 竜電     | 3     | 0     | 露鵬     | 1     | 1    | 若麒麟   | 1    | 0    |
| 若荒雄     | 2    | 1     | 若の里   | 6     | 4     | 若ノ鵬   | 0     | 2    |          |      |      |

- 他に優勝決定戦で、照ノ富士に1勝、白鵬に2敗がある。

（カッコ内は勝数、負数の中に占める不戦勝、不戦敗の数。）

## 改名歴
- 鶴竜 力三郎（かくりゅう りきさぶろう）：2001年11月場所 - 2021年3月場所

## 年寄変遷
- 鶴竜 力三郎（かくりゅう りきさぶろう）：2021年3月24日 - 2023年12月27日
- 音羽山 力三郎（おとわやま - ）：2023年12月27日 -